# E-X-E
E-X-E war eine US-amerikanische Thrash-Metal-Band aus New York City, die im Jahr 1984 unter dem Namen Executioner gegründet wurde und sich 1991 wieder auflöste.

## Geschichte
Die Band wurde im Jahr 1984 unter dem Namen Executioner gegründet. Nachdem die Band bemerkte, dass es bereits eine gleichnamige Band aus Boston gab, benannte sie sich in E-X-E um. Die Band bestand hierbei aus Sänger Joseph Palma, den Gitarristen Rui Tavora und Adam Marigliano, Bassist Rick Boeckel und Schlagzeuger Charles Lopez. Im Jahr 1986 nahm die Band ihr Debütalbum Stricken by Might auf, das nach einem Jahr Verzögerung bei Shatter Records erschien. Das Album wurde von Carl Canedy (The Rods) produziert. Im Jahr 1990 schloss sich das zweite Album Sicker Than I Thought! an, worauf Tommy Lee Haley als neuer Sänger zu hören war. Als weitere neue Mitglieder waren Schlagzeuger Bill Gerdes und Bassist Gus Silva auf dem Album enthalten. Haley verließ schon bald wieder die Band, und nach einigen weiteren Besetzungswechseln löste sich die Gruppe wieder auf.

## Stil
Die Band mischte auf ihrem ersten Album Thrash-Metal mit Power-Metal-Elementen, wohingegen auf dem zweiten Album reiner, schnell gespielter Thrash Metal zu hören war. Zudem unterscheidet sich auch der Gesang stark, der auf Sicker Than I Thought! durch den neuen Sänger Tommy Lee Haley weitaus höher ausfällt.

## Diskografie
- Stricken by Might (Album, 1987, Shatter Records)
- Sicker Than I Thought! (Album, 1990, Barricade Records)